# Kościół św. Apostołów Piotra i Pawła w Rzymkowicach
Kościół pod wezwaniem św. Apostołów Piotra i Pawła w Rzymkowicach.

## Historia
Pierwotnie mieszkańcy Rzymkowic należeli do rzymskokatolickiej parafii pod wezwaniem Trójcy Świętej w Korfantowie. Obecny kościół pod wezwaniem św. Piotra i Pawła powstał z inicjatywy proboszcza korfantowskiego, księdza Walentego Wojciecha (późniejszego wrocławskiego biskupa pomocniczego w latach 1920–1940). Świątynię wybudowano w okresie od marca do listopada 1904 roku. Plac pod budowę ofiarował Jan Hirschmayer, mieszkańcy wsi natomiast zapewnili potrzebny transport i robociznę. Koszt budowy wyniósł 36 000 ówczesnych marek. Jako świątynia parafialna kościół zaistniał w 1906 roku, kiedy to nastąpiło wydzielenie lokalii rzymkowickiej z parafii w Korfantowie. Kościół rzymkowicki został konsekrowany w dniu 13 VI 1911 roku, a jako samodzielna parafia funkcjonuje od dnia 1 X 1920 roku.
W miejscowości znajduje się również kaplica pod wezwaniem Matki Bożej Nieustającej Pomocy, zbudowana w pierwszych latach powojennych, została ona poświęcona 27.06.1947 roku przez Administratora Apostolskiego Bolesława Kominka, późniejszego Kardynała